# Sachsiska infanteriregementet
Sachsiska infanteriregementet var ett svenskt arméförband, som sattes upp 1707 genom värvning av sachsiska krigsfångar, och bestod från början av 1 152 man.
Förbandet överfördes till Finland och deltog i en expedition mot Ingermanland 1708. Regementet deltog i striderna i Skåne 1710, och var därefter kommenderat på flottan i Karlskrona. Efter att ha deltagit i de norska fälttågen 1716 och 1718 fanns regementet i Göteborgsområdet, och förutom att vara i garnison i Göteborg deltog man i försvaret av Nya Varvet 1717 och 1719, och försvarade Nya Älvsborg vid Göta älv, och Karlstens fästning på Marstrandsön vid amiral Tordenskjolds anfall år 1719. Förbandet upplöstes 1721.

## Förbandschefer
- 1707–1712 Johan Baptista Schomer
- 1716 Georg David Zengerlein[2]